# Jeturiták

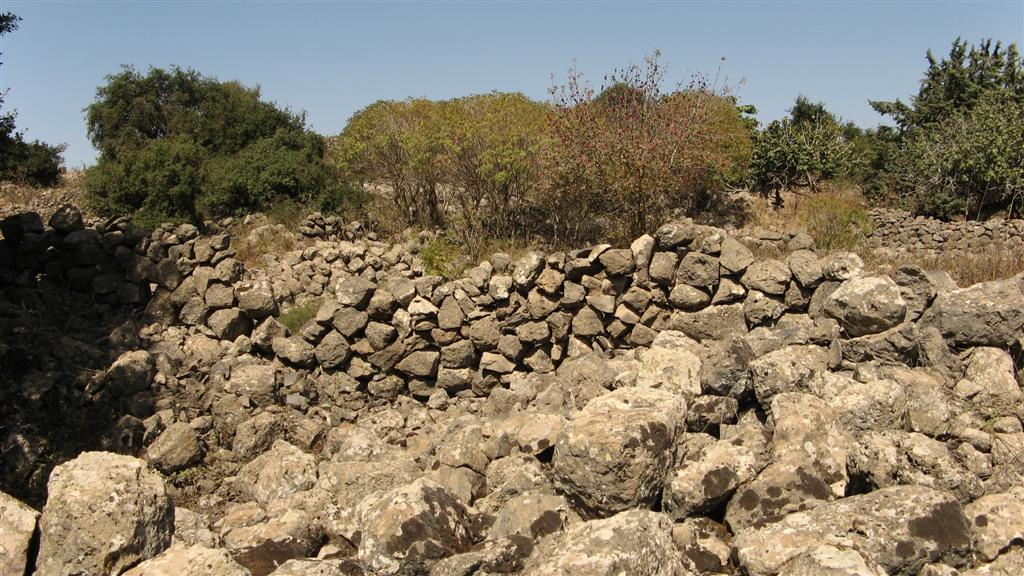
Jeturi falu maradványai a Golán-fennsíkon

A jeturiták arab vagy arám törzsek csoportja, akik már a perzsa korban elkezdtek behatolni a Libanon-völgy területére. Dél-Libanonban királyságot alapítottak, és átterjedtek a Golánra, sőt rövid időre Felső-Galileába is. A királyságukat a Hasmoneus királyok közül I. Arisztobulosz Juda csatolta Júdeához Kr.e. 103 körül, és lakóit betérítették a zsidó vallásra.

## Történelem
A Szeleukida királyság felbomlása során, amikor független királyságok keletkeztek, mint a Hasmoneus királyság és a Nabateus királyság, a jeturiták is létrehoztak egy királyságot Izrael földjének és Libanonnak északi részein. A jeturita királyság és a nabateusi királyság közös határa a mai Golán-fennsík közepén haladt át. A római hadsereg a jeturitákat is soraiba toborozta, mert kiváló íjászok voltak.
A jeturiták eredete a mai Szíriában található Tarkhon területről származik, egy bazaltos területről, amelyen nehéz megélni. Innen szétterjedtek, és királyságuk csúcsán a Libanon-völgyen, Libanon északi partvidékének és Szíria déli partvidékének egyes részein, valamint Galilea egyes részein uralkodtak. Dr. Moshe Hertel azt állítja, hogy még Európában is lehet találni jeturita harcosok sírjait.
A felső-galileai jeturita uralmat nem kísérte jeturita letelepedés. A galileai régészeti leletek között nincs bizonyíték ilyen etnikai jelenlétre vagy településre.
Josephus ben Mattathias elmeséli, hogy I. Arisztobulosz Júda elküldte testvérét, I. Antigonust, hogy meghódítsa királyságukat Kr.e. 104- ben. Galileát ők hódították meg, és akik ott akartak maradni, kénytelenek voltak betérni. A modern kutatásban vitatott az az állítás, hogy a betérés kényszer hatására történt, mind a jeturiták, mind az Edomiták kontextusában.
Ptolemaiosz ben Manius jeturita király idejében, a Krisztus előtti első század közepén a jeturiták fővárosa a libanoni Khalkisz városa volt. Heródes leszármazottai, II. Agrippához hasonlóan, Khalkisz királyságként kapták a római császároktól.
A Hermonban található Sanaim-hegyen egy görög feliratos jeturita templom maradványai találhatok, meg egy olajgyár és víztartályok romjai.
Khirbat Hvorit a Golánban jeturita település volt, és napjainkban a drúzok szentnek tartják a helyet Nabi Eliyanak.

## Fordítás
Ez a szócikk részben vagy egészben  a(z)   יטורים című héber Wikipédia-szócikk ezen változatának fordításán alapul.  Az eredeti cikk szerkesztőit annak laptörténete sorolja fel. Ez a jelzés csupán a megfogalmazás eredetét és a szerzői jogokat jelzi, nem szolgál a cikkben szereplő információk forrásmegjelöléseként.